# Política educativa
La política educativa és el conjunt de lleis i mitjans amb què l'Estat regula i impulsa l'educació formal en una direcció determinada. Hi intervenen factors ideològics, socials i econòmics que determinen les prioritats en cada moment.
Alguns dels camps que depenen de la política educativa són:
- reclutament dels professors
- sous del personal docent
- mida, instal·lacions i ubicació dels centres educatius
- currículum comú al territori
- estructura de l'ensenyament en cursos i matèries
- assignació de professors i alumnes a un centre o programa
- recursos personals, materials i/o ajuts tècnics d'educació compensatòria (com ara una aula d'acollida)
- avaluació externa
- acreditació dels coneixements dels alumnes
- duració dels estudis obligatoris